# Вятр, Ежи Йозеф
Е́жи Йо́зеф Вятр (пол. Jerzy Jozef Wiatr; 17 сентября 1931, Варшава) — польский социолог и политолог, профессор Варшавского университета, политический деятель.

## Биография
В 1954 году окончил факультет философии и социологии Варшавского университета. В 1957 году защитил докторскую диссертацию. В 1961 году получил учёное звание доцента. С 1976 года — профессор.
В 1949 году вступил в Польскую объединённую рабочую партию, в которой состоял до падения коммунистического режима в 1989 году. В 1979-1982 годах занимал пост вице-президента Международной ассоциации политических наук (IPSA). Дважды был председателем Совета Польской ассоциации политических наук. С 1981 по 1984 год возглавлял Институт фундаментальных проблем марксизма-ленинизма. При этом был открыт не только к марксистско-ленинским, но и неомарксистским и немарксистским авторам и теориям.
С 1990 года является членом Союза демократических левых сил. С 1991 по 1997 год был депутатом Сейма. В 1996 — 1997 годах занимал пост министра народного просвещения в правительстве Влодзимежа Цимошевича. В 1996 году президентом Александром Квасневским удостоен Ордена Возрождения Польши 2-й степени.

## Научная деятельность
Проводил исследования по теоретическим проблемам социологии политики.

## Труды
- Вятр Е. Й. Социология политических отношений / Пер. В. Скляр, А. Николаев. — М.: Прогресс, 1979. — 464 с.